# Relations de Maxwell
Ne doit pas être confondu avec Équations de Maxwell.
En thermodynamique, les relations de Maxwell sont un ensemble de relations entre dérivées partielles de diverses grandeurs obtenues par l'application du théorème de Schwarz aux potentiels thermodynamiques. Elles portent le nom de James Clerk Maxwell qui les publia en 1871.
Pour un système entièrement décrit par les grandeurs pression {\displaystyle P}, température {\displaystyle T}, entropie {\displaystyle S} et volume {\displaystyle V}, on retient généralement un ensemble de quatre relations relatives à l'énergie interne, à l'enthalpie, à l'énergie libre et à l'enthalpie libre :
Néanmoins les relations de Maxwell sont généralisables à tous les systèmes thermodynamiques notamment chimiques, électriques et électrochimiques.

## Démonstration

### Relations de Gibbs
Pour les systèmes à composition constante définis par les quatre variables température {\displaystyle T}, pression {\displaystyle P}, entropie {\displaystyle S} et volume {\displaystyle V}, on définit par l'intermédiaire de différentielles totales exactes quatre potentiels thermodynamiques, ces quatre différentielles sont appelées relations de Gibbs :
- énergie interne {\displaystyle U} : {\displaystyle \mathrm {d} U=-P\mathrm {d} V+T\mathrm {d} S} ; l'énergie interne a pour variables naturelles {\displaystyle V} et {\displaystyle S} ;
- enthalpie {\displaystyle H} : {\displaystyle \mathrm {d} H=V\mathrm {d} P+T\mathrm {d} S} ; l'enthalpie a pour variables naturelles {\displaystyle P} et {\displaystyle S} ;
- énergie libre {\displaystyle F} : {\displaystyle \mathrm {d} F=-P\mathrm {d} V-S\mathrm {d} T} ; l'énergie libre a pour variables naturelles {\displaystyle V} et {\displaystyle T} ;
- enthalpie libre {\displaystyle G} : {\displaystyle \mathrm {d} G=V\mathrm {d} P-S\mathrm {d} T} ; l'enthalpie libre a pour variables naturelles {\displaystyle P} et {\displaystyle T}.

### Équations d'état
Soit un potentiel thermodynamique {\displaystyle \Phi } possédant deux variables naturelles notées {\displaystyle x_{1}} et {\displaystyle x_{2}}. Sa différentielle totale exacte s'exprime en fonction de ses dérivées partielles par rapport à chacune de ses variables selon :
{\displaystyle \mathrm {d} \Phi =\left({\partial \Phi  \over \partial x_{1}}\right)_{x_{2}}\,\mathrm {d} x_{1}+\left({\partial \Phi  \over \partial x_{2}}\right)_{x_{1}}\,\mathrm {d} x_{2}}
avec {\displaystyle \left({\partial \Phi  \over \partial x_{i}}\right)_{x_{j}}} la dérivée partielle de {\displaystyle \Phi } par rapport à {\displaystyle x_{i}}, l'autre variable {\displaystyle x_{j}} étant gardée constante. Les différentielles des potentiels thermodynamiques permettent directement d'obtenir les relations suivantes, appelées équations d'état, qui définissent thermodynamiquement la pression, la température, le volume et l'entropie :
- {\displaystyle \left({\partial U \over \partial V}\right)_{S}=\left({\partial F \over \partial V}\right)_{T}=-P}
- {\displaystyle \left({\partial U \over \partial S}\right)_{V}=\left({\partial H \over \partial S}\right)_{P}=T}
- {\displaystyle \left({\partial H \over \partial P}\right)_{S}=\left({\partial G \over \partial P}\right)_{T}=V}
- {\displaystyle \left({\partial F \over \partial T}\right)_{V}=\left({\partial G \over \partial T}\right)_{P}=-S}

### Relations de Maxwell
Tout potentiel {\displaystyle \Phi } étant présumé au moins deux fois dérivable par rapport à chacune de ses variables, le théorème de Schwarz implique que pour ses variables {\displaystyle x_{1}} et {\displaystyle x_{2}} :
{\displaystyle \left({\partial  \over \partial x_{1}}\left({\partial \Phi  \over \partial x_{2}}\right)_{x_{1}}\right)_{x_{2}}=\left({\partial  \over \partial x_{2}}\left({\partial \Phi  \over \partial x_{1}}\right)_{x_{2}}\right)_{x_{1}}}
Par exemple, avec la différentielle de l'énergie interne vue précédemment, nous pouvons écrire :
{\displaystyle \left({\partial  \over \partial S}\left({\partial U \over \partial V}\right)_{S}\right)_{V}=\left({\partial  \over \partial V}\left({\partial U \over \partial S}\right)_{V}\right)_{S}}
En introduisant les équations d'état issues de {\displaystyle U} : 
{\displaystyle \left({\partial U \over \partial V}\right)_{S}=-P\quad ;\quad \left({\partial U \over \partial S}\right)_{V}=T}
on trouve la première des relations de Maxwell :
{\displaystyle -\left({\partial P \over \partial S}\right)_{V}=\left({\partial T \over \partial V}\right)_{S}}
Le théorème de Schwarz appliqué aux quatre potentiels thermodynamiques permet de trouver les quatre relations de Maxwell :
- à partir de l'énergie interne {\displaystyle U} :

- à partir de l'enthalpie {\displaystyle H} :

- à partir de l'énergie libre {\displaystyle F} :

- à partir de l'enthalpie libre {\displaystyle G} :

On peut retrouver l'ensemble de ces relations grâce au carré thermodynamique de Born. Ou, en considérant deux variables {\displaystyle X} et {\displaystyle Y} et leurs variables conjuguées respectives {\displaystyle {\tilde {X}}} et {\displaystyle {\tilde {Y}}}, les relations de Maxwell se présentent sous la forme générale :
avec :
- {\displaystyle \delta _{XY}=-1} si {\displaystyle X} et {\displaystyle Y} sont simultanément extensives ou intensives ;
- {\displaystyle \delta _{XY}=1} si {\displaystyle X} est extensive et {\displaystyle Y} est intensive.

## Exemple d'application: les relations de Clapeyron et les lois de Joule
Dans une transformation réversible, la chaleur {\displaystyle Q} absorbée par un corps pur ou un mélange de composition constante peut être exprimée à l'aide des coefficients calorimétriques selon :
{\displaystyle \delta Q=T\,\mathrm {d} S=C_{V}\,\mathrm {d} T+l\,\mathrm {d} V}
{\displaystyle \delta Q=T\,\mathrm {d} S=C_{P}\,\mathrm {d} T+h\,\mathrm {d} P}
Pour un système thermodynamique quelconque soumis aux seules forces de pression et à un échange de chaleur, en l'absence de modification de la composition, les différentielles de l'énergie interne {\displaystyle U} et de l'enthalpie {\displaystyle H} s'écrivent respectivement :
{\displaystyle \mathrm {d} U=-P\,\mathrm {d} V+T\,\mathrm {d} S=C_{V}\,\mathrm {d} T+\left(l-P\right)\,\mathrm {d} V}
{\displaystyle \mathrm {d} H=V\,\mathrm {d} P+T\,\mathrm {d} S=C_{P}\,\mathrm {d} T+\left(h+V\right)\,\mathrm {d} P}
avec :
- {\displaystyle C_{V}} la capacité thermique isochore ;
- {\displaystyle C_{P}} la capacité thermique isobare ;
- {\displaystyle l=T\left({\partial S \over \partial V}\right)_{T}} le coefficient de dilatation isotherme (anciennement chaleur latente de dilatation isotherme) ;
- {\displaystyle h=T\left({\partial S \over \partial P}\right)_{T}} le coefficient de compression isotherme (anciennement chaleur latente de compression isotherme).

En considérant les relations de Maxwell :
{\displaystyle \left({\partial S \over \partial V}\right)_{T}=\left({\partial P \over \partial T}\right)_{V}}
{\displaystyle \left({\partial S \over \partial P}\right)_{T}=-\left({\partial V \over \partial T}\right)_{P}}
on obtient les deux relations appelées collectivement « relations de Clapeyron » :
L'ensemble des relations établies ci-dessus est valable quel que soit le système thermodynamique considéré. Pour un gaz parfait, dont l'équation d'état donne :
{\displaystyle P={nRT \over V}}
{\displaystyle V={nRT \over P}}
les relations de Clapeyron induisent que :
{\displaystyle l=T\left({\partial P \over \partial T}\right)_{V}=T{nR \over V}=P}
{\displaystyle h=-T\left({\partial V \over \partial T}\right)_{P}=-T{nR \over P}=-V}
Par conséquent, pour un gaz parfait on a les deux relations :
{\displaystyle \left({\partial U \over \partial V}\right)_{T}=l-P=0}
{\displaystyle \left({\partial H \over \partial P}\right)_{T}=h+V=0}
L'énergie interne d'un gaz parfait ne dépend pas du volume, et son enthalpie ne dépend pas de la pression. Les différentielles de {\displaystyle U} et {\displaystyle H} d'un gaz parfait se réécrivent :
{\displaystyle \mathrm {d} U=C_{V}\,\mathrm {d} T}
{\displaystyle \mathrm {d} H=C_{P}\,\mathrm {d} T}
Un gaz parfait répond donc aux deux lois de Joule : son énergie interne et son enthalpie ne dépendent que de la température (à composition constante).

## Notations utilisées dans cet article
- {\displaystyle F} l'énergie libre ;
- {\displaystyle G} l'enthalpie libre ;
- {\displaystyle H} l'enthalpie ;
- {\displaystyle n} la quantité de matière ;
- {\displaystyle P} la pression ;
- {\displaystyle R} la constante des gaz parfaits ;
- {\displaystyle S} l'entropie ;
- {\displaystyle T} la température ;
- {\displaystyle U} l'énergie interne ;
- {\displaystyle V} le volume.